# David Chipperfield
David Alan Chipperfield (Londres, Inglaterra, 18 de diciembre de 1953) es un arquitecto británico.

## Biografía
Estudió arquitectura en la Universidad Kingston y la Architectural Association School of Architecture de Londres, licenciándose en 1977. En el período 1978-1984 trabajó con arquitectos como Douglas Stephen, Richard Rogers o Norman Foster, estableciendo su propio estudio David Chipperfield Architects en 1984. Tiene oficinas principales en Londres, Berlín, Milán y una oficina de representación en Shanghái.
Su arquitectura suele englobarse dentro de la corriente estilística conocida como minimalismo. Ha desarrollado su labor en edificación y urbanismo, así como en diseño de muebles e interiores. Ha sido ganador de diversos premios, entre ellos ha obtenido varias veces el premio "RIBA" (Royal Institute for British Arquitects) por diferentes obras, destacando museos, galerías de arte, bibliotecas, casas privadas, hoteles u oficinas.
En 1999, David Chipperfield fue galardonado con la Medalla de Oro Heinrich Tessenow, lo que fue seguido por una exposición de su obra junto con la del Tessenow-Stipendiat de 1998, el arquitecto español Andrés Jaque.
En 2000 fue uno de los arquitectos que representaron a Gran Bretaña en la Bienal de Arquitectura de Venecia. En 2003 fue elegido Miembro Honorario de la Academia de Arte y Diseño de Florencia. En 2004 fue nombrado Comendador de la Orden del Imperio Británico (CBE) por los servicios prestados a la arquitectura. 
También fue profesor de diseño en diferentes escuelas de arquitectura del Reino Unido y profesor invitado en varias universidades extranjeras europeas y estadounidenses.
Con una estrecha relación con España, especialmente con Galicia, donde reside por temporadas, fue nombrado en 2019 "Gallego del Año".
En 2020 fue elegido como Editor Invitado en la revista italiana de diseño Domus.
En 2023 fue galardonado con el premio Pritzker.

## Proyectos
Chipperfield fue el único arquitecto británico seleccionado entre los finalistas del concurso para diseñar la Tate Modern, aunque el primer premio fue otorgado a la propuesta de Herzog & de Meuron. Diseñó y consiguió el Premio RIBA en la categoría de Arquitectura para el Ocio y las Artes para su Museo Fluvial y del Remo de Henley-on-Thames, una de sus obras más apreciadas, donde utilizó revestimientos de roble, hormigón y cristal.
En Japón ha proyectado la sede de la corporación Matsumoto, en Okayama, el Museo Gotoh de Tokio o la sede de Toyota Auto, en Kioto (Premio Andrea Palladio de 1993). 
En Alemania diseñó el Plan General de Viviendas de Maselakekanal en Berlín (ganador del concurso de 1994), el Museo de Literatura Moderna (2002-2006) en Marbach am Neckar (Premio Stirling 2007), el edificio de oficinas Kaiserstrasse de Düsseldorf, la Galería Hinter dem Giesshaus 1, en Berlín o el Neues Museum, también en Berlín, que se inauguró en octubre de 2009.
En España ha proyectado la Casa de Vacaciones (1996-2002) en Corrubedo, la Ciudad de la Justicia de Barcelona (2002-2009), viviendas en Villanueva y Geltrú y Hospitalet de Llobregat, la remodelación del Paseo del Óvalo (2001-2003) en Teruel (Premio Europeo al Espacio Urbano Público), viviendas sociales en Villaverde (2000-2005) en Madrid, el Pabellón Copa de América (2005-2006) en Valencia, el Palacio de Congresos de Vigo, el diseño de la planta tercera del Hotel Puerta América (2003-2005) en Madrid y, en desarrollo desde 2017 (obra desde 2020), el Espacio Pereda - Faro Santander (en Santander), sede de los fondos artísticos de la Fundación Santander. 
En Estados Unidos, en 2005, completó el Figge Art Museum en Davenport, Iowa, la Biblioteca Pública Central en Des Moines, Iowa, encargada en 2001 o el Hotel Bryant Park y la Lever House, en Nueva York. Los proyectos actuales incluyen la ampliación del Museo de Anchorage en Anchorage, Alaska.
En Italia, el Cementerio de San Michele en Venecia (1998), la Ciudad de las Culturas de Ansaldo en Milán (2000), el Palacio de Justicia de Salerno y en Portugal están en desarrollo cuatro villas junto al lago en Bom Sucesso Design Resort. En México diseñó el edificio que alberga el Museo Júmex que inauguró en el año 2013.

## Galería de imágenes

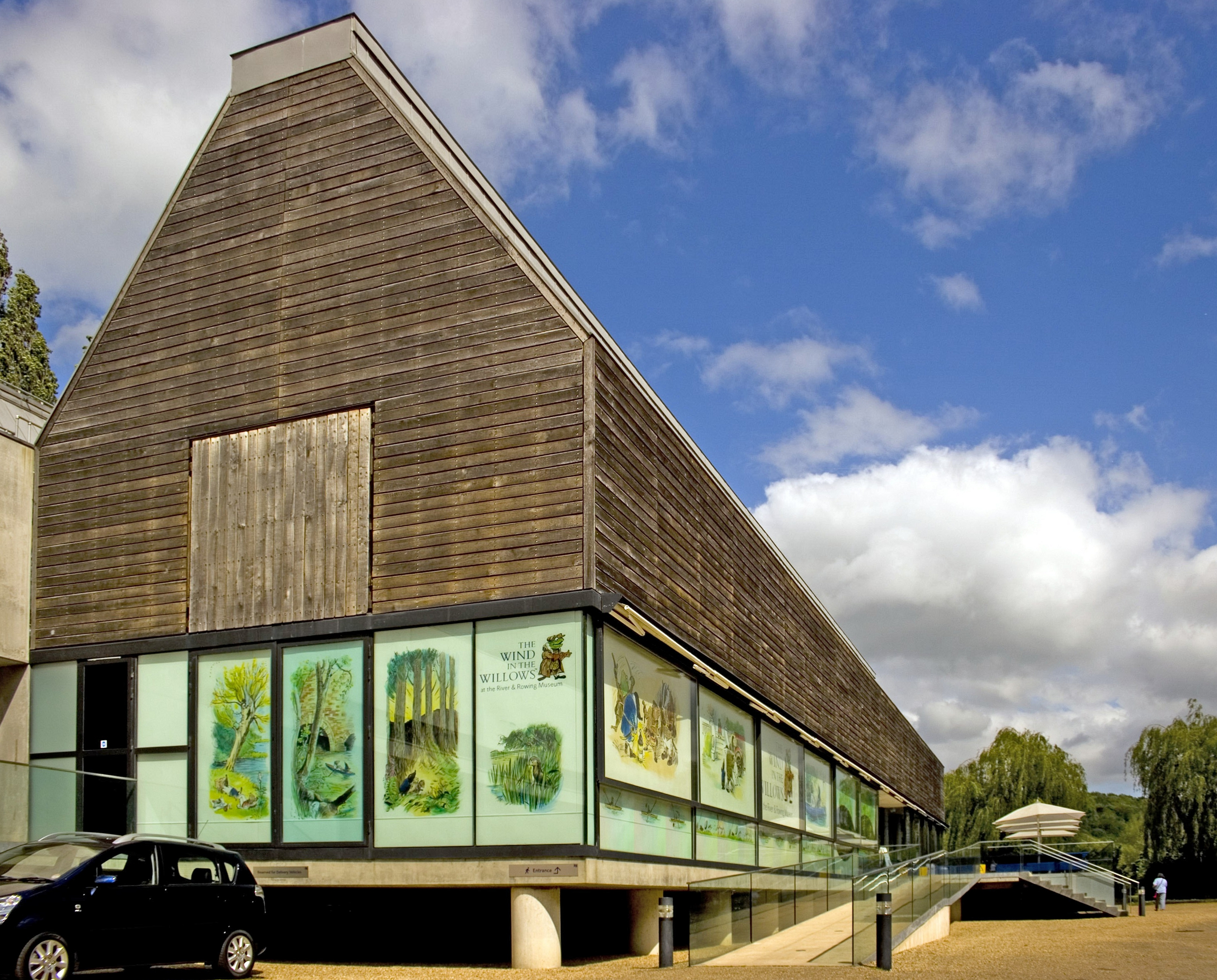
El premiado Museo Fluvial y del Remo en Henley-on-Thames
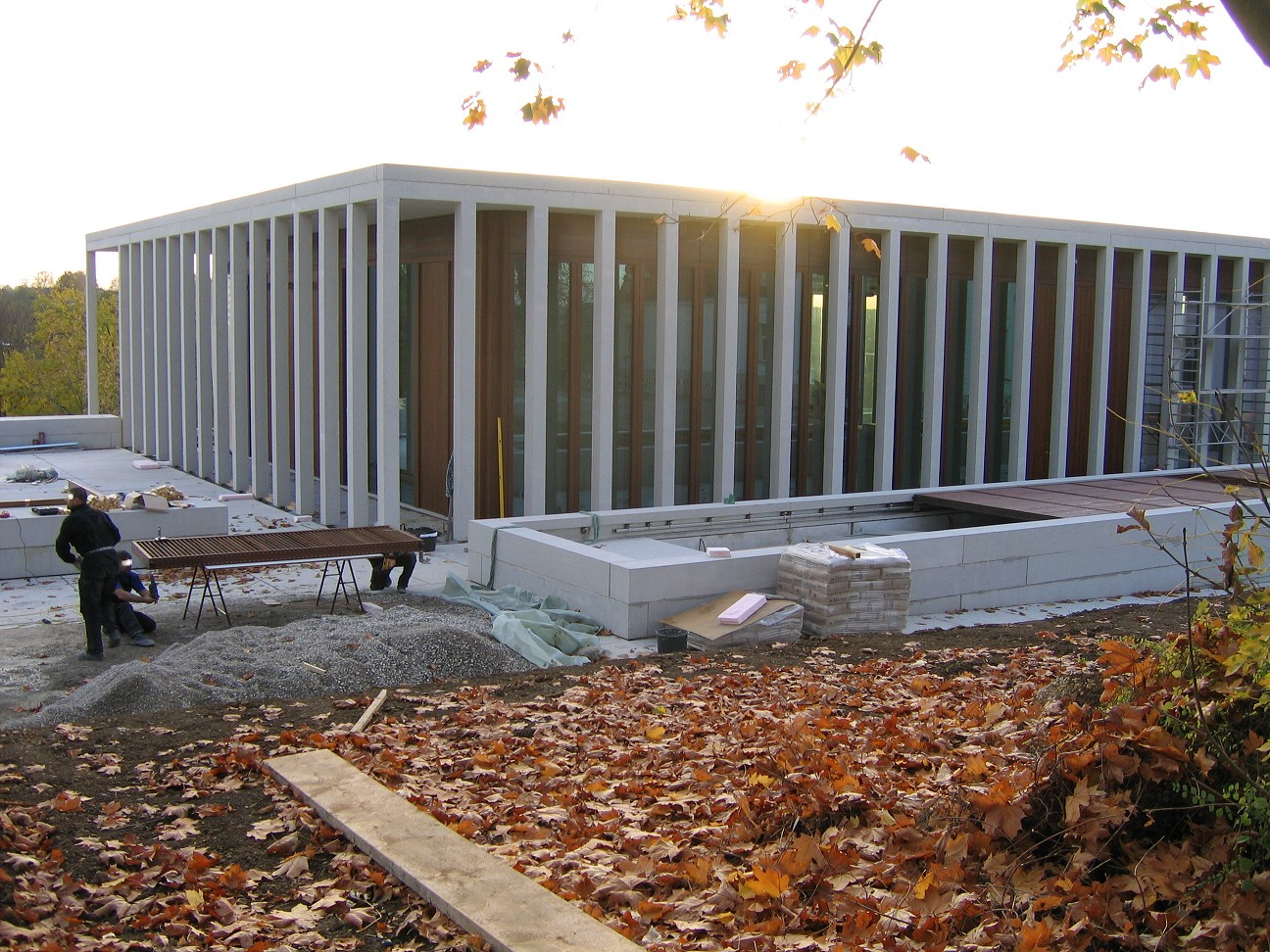
Literaturmuseum der Moderne (LiMo) en Marbach am Neckar
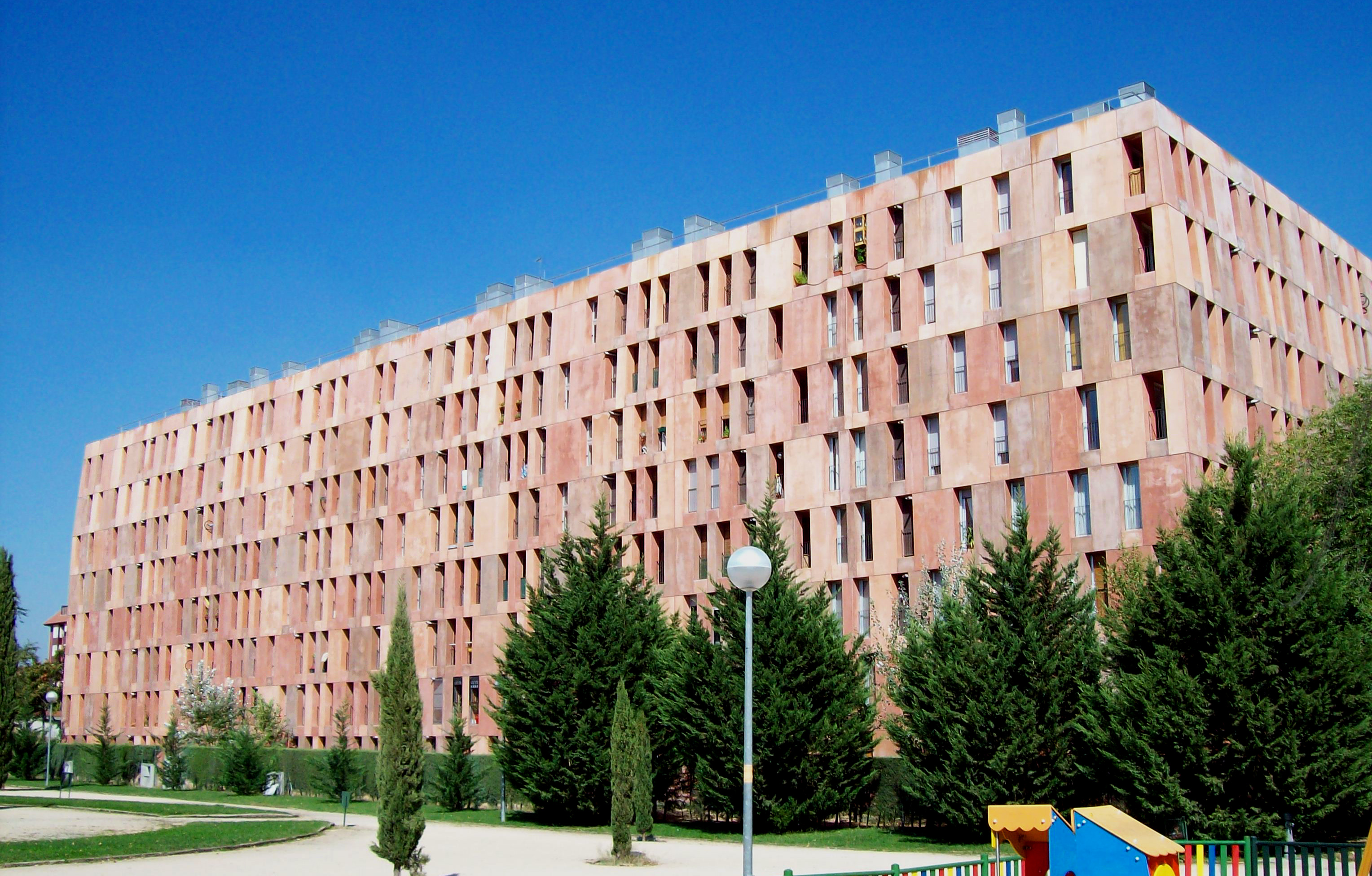
Viviendas en Villaverde (Madrid, España, 2005)
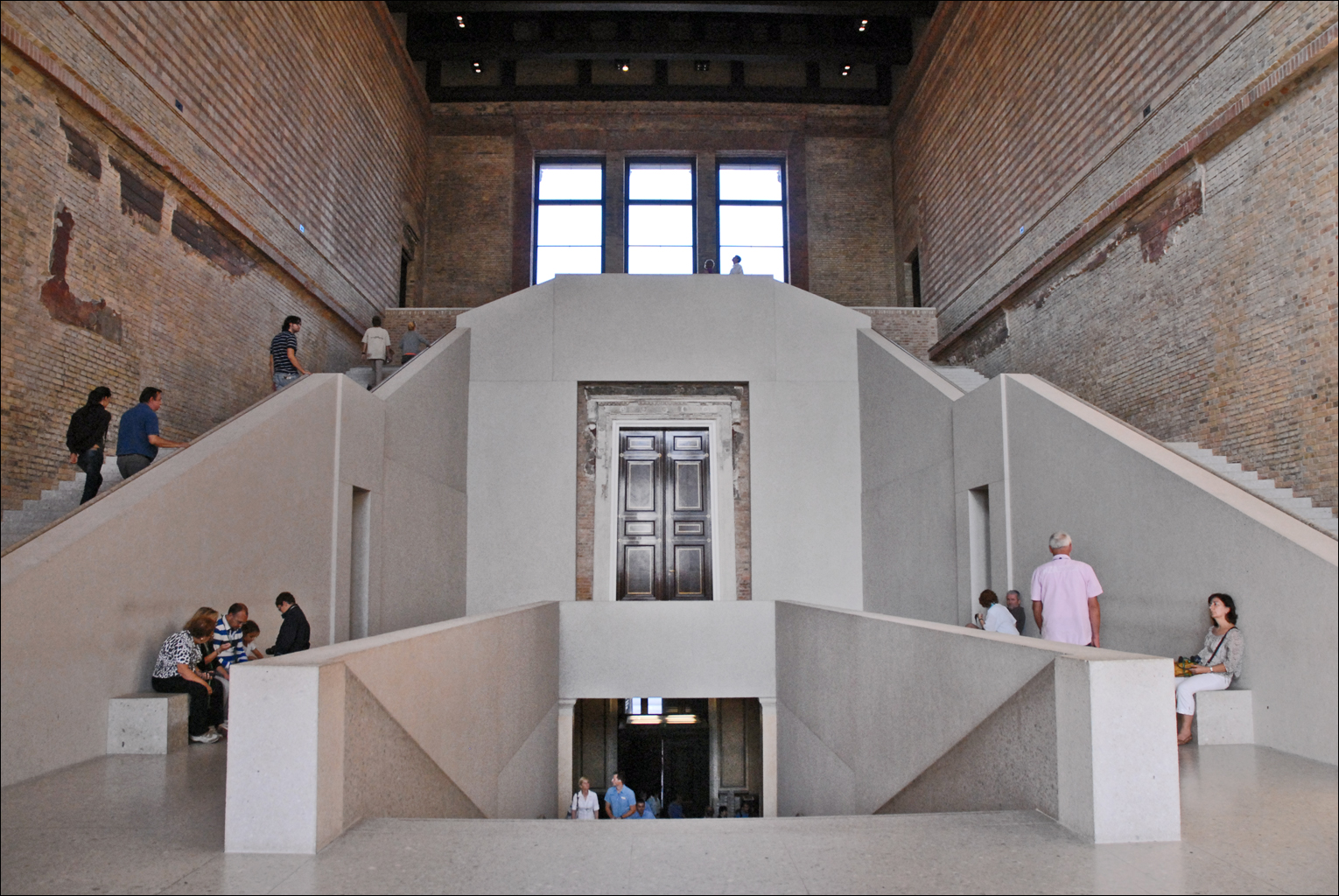
Interior del Neues Museum en Berlín (1997–2009)
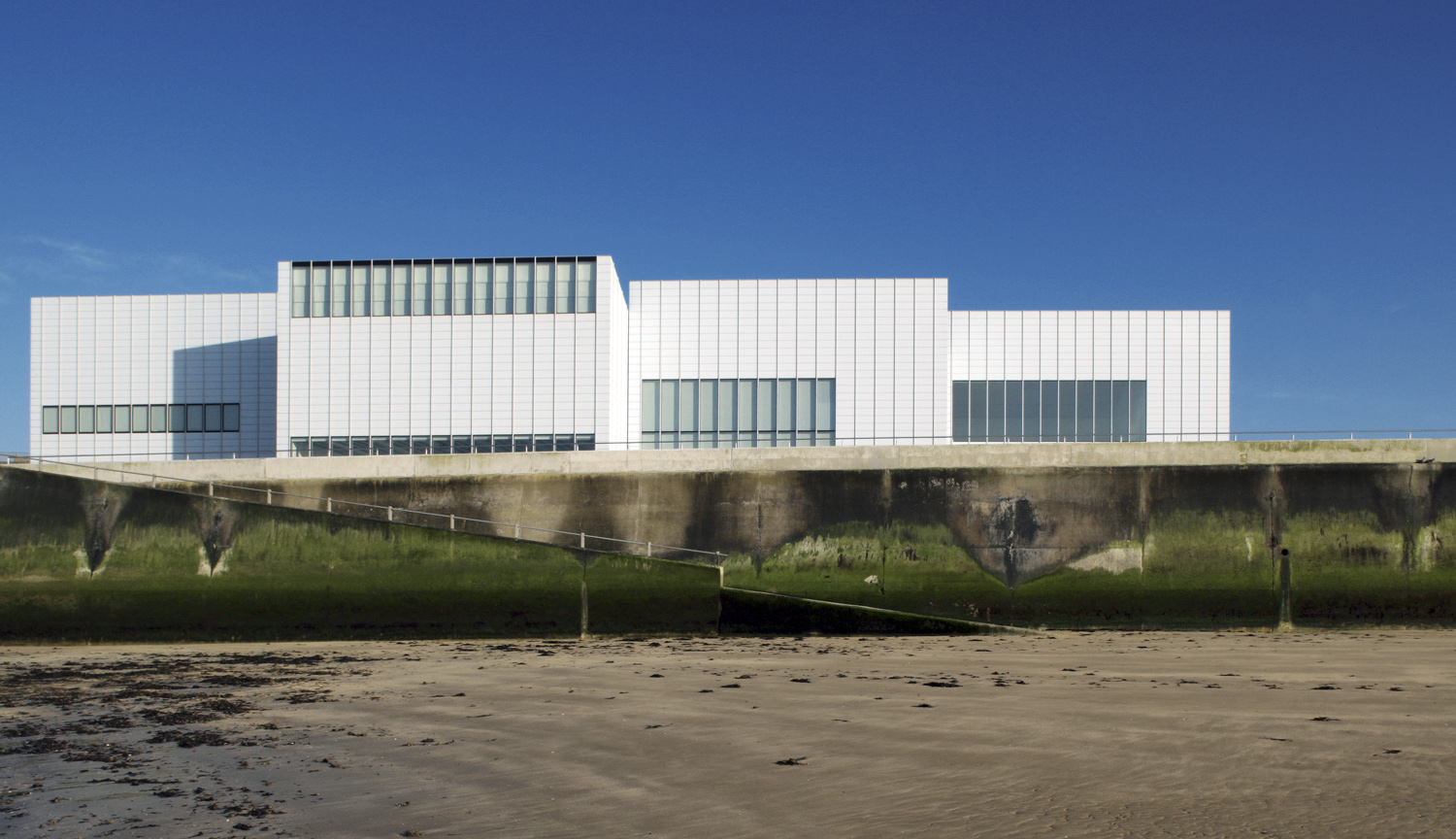
Turner Contemporary en Margate (2006–2011)

| Predecesor: , Diébédo Francis Kéré | Premio Pritzker de Arquitectura 2023 | Sucesor: Riken Yamamoto |